# Woerdense Singelloop
De Woerdense Singelloop is een traditionele hardloopwedstrijd die jaarlijks wordt georganiseerd door atletiekvereniging AV Clytoneus in Woerden.
De wedstrijd bestaat uit een jeugdloop en een recreatieve loop. De afstanden voor de jeugd zijn 800 en 1500 meter. De twee starten voor de jeugd zijn gratis. De recreanten hebben de keuze uit 1, 2 of 3 rondes: 3 km, 6,5 km of 10 km. Deze recreatieve loop trekt jaarlijks zo'n 700 deelnemers. De loop gaat dit jaar op 19 juni 2017 plaatsvinden in het centrum van Woerden.

## Parcoursrecords
Het parcoursrecords van de Woerdense Singelloop op de 10 km zijn:
- Mannen: Aziz Bougra in 29,22 min
- Vrouwen: Daisy Hombergen in 33,58 min[2]

## Geschiedenis
Op 16 augustus 1978 beleefde de Singelloop zijn eerste editie tijdens de Woerdense Vakantieweek. De loop is tot en met 1996 op donderdagavond onderdeel geweest van de Woerdense Vakantieweek. In de beginjaren op woensdagavond en vanaf 1982 op donderdagavond. Aanvankelijk werd een korte afstand gelopen van 1500 meter voor de jeugd en van vier kilometer voor de ouderen. In 1997 moest de Singelloop op beslissing van de Vakantieweek helaas vertrekken uit de Woerdense feestweek. De datum van de loop werd toen verlegd naar de donderdag van de week ná de Woerdense vakantieweek en kreeg de van Kempensingel bij de locatie van het Kalsbeek College als start- en finishplaats. Dat is zo gebleven tot en met 2008. In 2009 werd de datum verschoven naar de maand juni vanwege het bijkomende voordeel van lange avonden en dus de finish bij daglicht. De Singelloop is met ingang van 1999 deel gaan uitmaken van het GURC (Groot Utrecht Running Circuit) tot en met 2003. Daarna is de loop weer van dat circuit losgekoppeld en is de Knotwilgenloop bij het GURC ondergebracht.